# 長尾景仲
長尾 景仲（ながお かげなか）は、室町時代中期の武将。山内上杉家の家宰。上野国・武蔵国守護代。上野群馬郡白井城主。太田道真と共に「関東不双の案者（知恵者）」と称された。孫には長尾景春（嫡孫）・太田道灌（外孫）がいる。

## 生涯

### 山内家の有力武将
鎌倉長尾氏の長尾房景の次男として誕生。母は白井長尾氏の長尾清景の娘。母方の伯父・長尾景守の婿養子となって白井長尾氏の家督を継いだ。14歳であった応永8年（1401年）、養父の死によって上杉氏の重臣である白井長尾氏を継ぐ。当時の家宰であった長尾氏の長尾忠政と共に上杉憲定を補佐し、以後5代の当主に仕えることとなる。応永23年（1416年）の上杉禅秀の乱では、由比ヶ浜で上杉禅秀の軍を破って主君である関東管領・上杉憲基と鎌倉公方・足利持氏を鎌倉へと復帰させた。
永享10年（1438年）、持氏が憲基の従兄で関東管領・上杉憲実を討伐しようとして永享の乱を起こすと、長尾忠政は憲実を上野平井城に迎え入れて持氏討伐の兵を挙げる。この戦いで景仲も副将格として出陣し、忠政が持氏を捕らえた際にも功績があり、続く結城合戦でも功績を挙げた。文安元年（1444年）、忠政が家宰を退くと子供達を連れて出奔した憲実に代わって山内上杉家当主を兼ねる事になった憲実の弟である越後国守護・上杉清方（上条上杉家）の要請で山内上杉家の家宰に就任した。
ところが、この年に清方は急死し、憲実は隠遁生活からの復帰を承諾しなかったために先の永享の乱で廃絶した鎌倉公方に続いて関東管領も空位となって関東の政治は停滞した。そこで景仲は扇谷上杉家の家宰で婿の太田資清（道真）と相談して憲実の長男・竜忠（上杉憲忠）を連れ出して関東管領を継承させた。しかし、いとこの佐竹実定に家督を継がせようとした憲実はこれを認めなかったため、景仲は憲実・実定を排除して憲忠を擁立することになった。

### 成氏との対立
ところが、足利持氏の遺児・永寿王丸（足利成氏）を新しい鎌倉公方に擁立する動きが清方の後を継いだ越後守護・上杉房朝や関東諸将の間で起き、室町幕府もこれを容認した。文安4年（1447年）、永寿王丸と憲忠は鎌倉に入って憲忠が関東管領に任命され、2年後の宝徳元年（1449年）に元服して従五位下左馬頭に任命された永寿王丸は8代将軍・足利義成（後の義政）の一字を拝領して「足利成氏」と名乗って正式に第5代鎌倉公方に就任した。だが、成氏が永享の乱・結城合戦で鎌倉公方家に殉じた武将の遺児達を側近として登用するようになると、上杉氏やその家臣団の反発も高まっていった。
宝徳2年（1450年）、相模国鎌倉郡長尾郷が足利成氏の命令を奉じた簗田持助に押領される事件が起きた。この地はその名の通り長尾氏発祥の地であり、そこにある御霊宮は長尾氏一門の祖先祭祀の中心であった。この事態に景仲ら長尾氏一族は激しく憤慨して成氏に激しく抗議したが、成氏側は返還には応じようとしなかった。
同年4月20日、景仲・太田道真が鎌倉に兵500騎を入れて謀反を起こそうとしたが、成氏は事前にこの情報を入手すると、その夜のうちに鎌倉を脱出して江の島に立て籠もった。翌日には由比ヶ浜で両軍は交戦した。長尾・太田軍は惨敗した上に、事情を知らない主君・憲忠までが成氏救出のために小幡氏らを出陣させたことが明らかになったため、景仲と道真は道真の主君である前扇谷上杉家当主・上杉持朝の糟谷館に逃げ込んだ。憲忠は事件に全く関与していなかったが、襲撃したのが長尾・太田の兵であると知って謹慎してしまった（江の島合戦）。
その後、成氏は鎌倉に戻り、憲忠も10月に入って職務に復帰、その懇願によって景仲らの罪も赦免された。ところが、その後も成氏側・憲忠側双方の武士が対立陣営の所領を押領する事件が頻発した。このため、憲忠・持朝は成氏打倒を計画する。だが、享徳3年12月27日（1455年1月15日）、景仲が長尾郷の御霊宮に泊りがけで参詣に出ていた夜に、憲忠は成氏の御所において、成氏軍に討たれてしまう。この時、上杉氏の家宰職は江の島合戦で失脚した景仲に代わって義兄弟の長尾実景が任じられていたが、実景も嫡男・景住と共に成氏方の襲撃によって殺害された。

### 全面対決
憲忠暗殺の報せを聞いた景仲は鎌倉に戻ると、ただちに管領屋敷に火を放つと共に憲忠の正室（上杉持朝の娘）ら生き残った人々を持朝の糟谷館に避難させた。糟谷館に着いた景仲は、持朝ら上杉一族の要人と協議して京都にいる憲忠の弟・房顕を次の関東管領に迎え入れると共に成氏を討伐する事を決めた。更に景仲はそのまま領国の上野に入って兵を集めると共に、使者を越後守護・上杉房定に派遣して援軍を求める一方、嫡男・景信を直接京都に派遣して事の次第を幕府に報告、房顕を迎える事にした。そして、景仲は長尾実景及び後継者である景住の殺害によって空席となった家宰の地位に再びつくことになった。
康正元年（1456年）に入ると、成氏は上杉氏の本国である上野を攻略するために鎌倉を出発して武蔵府中の高安寺に入った。この報せを聞いた景仲は直ちに上野・武蔵の兵を率いて府中に向けて出撃し、上杉一族もこれに合流すべく出陣した。だが1月21日、分倍河原の戦いにて惨敗し、扇谷上杉家当主・上杉顕房、犬懸上杉家の上杉憲秋ら名だたる武将を多く失い、難を逃れた景仲だけが残った軍をまとめて辛うじて常陸国小栗城まで落ち延びる事が出来たが、閏4月には小栗城も成氏軍に攻め落として景仲は上野に逃れた。だが、成氏も上杉氏救援に駆けつけた今川範忠によって鎌倉を追われて下総国古河城を根拠として古河公方を名乗った（享徳の乱）。その後も戦いは関東地方各地を二分して展開し、長禄3年（1459年）の上野・羽継原の戦いでは成氏軍を打ち破るなど、上杉軍の中核として活躍して道真と並んで｢東国不双の案者｣（『鎌倉大草紙』）などと呼ばれた。
寛正4年（1463年）、鎌倉にて死去。享年76。関東管領上杉氏と白井長尾氏の発展のために力を尽くした生涯であった。嫡男の景信が家宰職を継いで山内上杉家を統括、成氏との戦いを継続していった。
宝徳2年（1450年）に雙林寺を開基、木像が安置されている。